# Rhopalosomatidae
Die Arten der Familie Rhopalosomatidae zählen zur Insektenordnung der Hautflügler (Hymenoptera). Innerhalb dieser stehen sie in der Überfamilie Vespoidea, den Faltenwespenartigen, in der Unterordnung der Taillenwespen (Apocrita).
Der Familienname wurde ursprünglich 1896 als Rhopalosomidae von Ashmead eingeführt, von Brues aber 1922 den Nomenklaturregeln entsprechend in Rhopalosomatidae geändert. Die 72 bisher bekannten rezenten Arten der Familie leben vorwiegend in den Tropen und Subtropen von Nordamerika, Südamerika, Afrika, Südostasien und Australien, nicht jedoch in Europa. Die Familie wird derzeit in zwei fossile und vier rezente Gattungen eingeteilt:
- †Cretolixon, Lohrmann et al. 2020 (1 fossile Art aus Burmesischem Bernstein, Myanmar)[1]
- †Eorhopalosoma, Engel 2008 (2 fossile Arten aus Burmesischem Bernstein, Myanmar)
- Liosphex, Townes 1977 (14 Arten aus Süd- und Nordamerika und Südostasien)
- Olixon, Cameron 1887 (28 Arten aus Afrika, Süd- und Nordamerika sowie aus Australien)
- Paniscomima, Enderlein 1904 (13 Arten aus Afrika und Südostasien)
- Rhopalosoma, Cresson 1865 (17 Arten aus der Karibik und aus Süd- und Nordamerika sowie 1 fossile Art aus Dominikanischem Bernstein)

Männchen und Weibchen ähneln sich bei allen Arten. Entweder sind sie in beiden Geschlechtern mit voll entwickelten Flügeln ausgestattet oder sie sind, wie die Vertreter der Gattung Olixon, durchweg flügellos (apter) oder besitzen nur stark reduzierte Flügel (brachypter), die kürzer als das Mesosoma sind. Ob die Gattung Olixon tatsächlich zur Rhopalosomatidae zählt oder eine Schwestergruppe zu diesen darstellt, wird nach wie vor kontrovers diskutiert. Es gibt ähnlich viele Argumente dafür und dagegen.
Es wird vermutet, dass die Larven aller Arten ektoparasitisch an Grillen (Gryllidae, wahrscheinlich Gattungen Hapithus, Orocharis, Nemobius und Cycloptilum) leben und sich in einer geschlossenen, einem Sack ähnlichen Struktur an der Außenseite ihres Wirts aufhalten. Echte Nachweise darüber gibt es allerdings nur von Vertretern der Gattungen Rhopalosoma und von Olixon. Die meisten Arten sind wahrscheinlich nachtaktiv (nocturnal). Diese Vermutung wird allerdings lediglich unterstützt durch eine Beobachtung in der Dämmerung fliegender R. nearcticum und einige weitere Indizien (z. B. großen Augen, Aktivitätszeiten der Wirte).